# HD 63889
HD 63889，又名BD+19 1854，SAO 97318、HR 3053，是一颗恒星，视星等为5.99，位于銀經201.62，銀緯21.72，其B1900.0坐标为赤經7h 46m 7.8s，赤緯+19° 21.72′ 52″。